# Ole Christian Kvarme

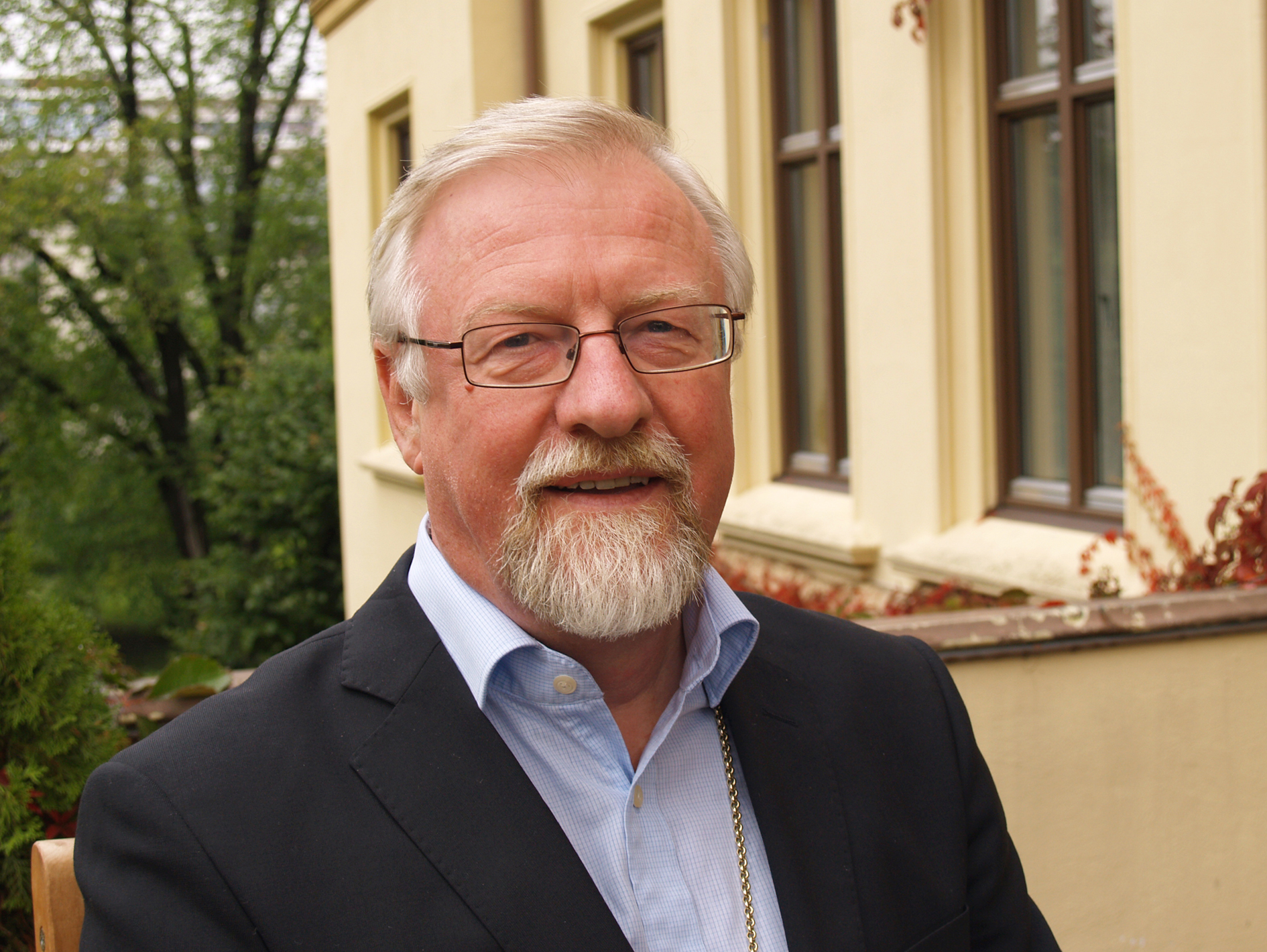
Ole Christian Kvarme, 2006.
Bild:Kyrkjas informasjonsteneste

Ole Christian Mælen Kvarme (* 11. November 1948 in Molde) ist ein norwegischer lutherischer Theologe. Er war von 2005 bis 2017 Bischof des Bistums Oslo in der evangelisch-lutherischen Norwegischen Kirche.
Kvarme ist in Trondheim aufgewachsen und studierte an der Theologischen Hochschule in Oslo (Menighetsfakultetet). Dort war er 1972–1974 Assistent und arbeitete auch an der norwegischen Bibelübersetzung mit. Er studierte auch Hebräisch an der Universität Oslo und Judaistik an der Universität Göttingen und der Hebräischen Universität Jerusalem.
Von 1976 bis 1981 war er Missionspfarrer der Norwegischen Israelmission in Haifa, 1982–1986 Direktor des „Caspari Centers für biblische und jüdische Studien“ in Jerusalem, 1986–1996 Generalsekretär der Norwegischen Bibelgesellschaft (Det Norske Bibelselskap) und 1996 bis 1998 Dompropst am Osloer Dom. Er wurde am 11. März 2005 ernannt und am 3. April 2005 in sein Amt eingesetzt. Von 1998 bis 2005 war er Bischof des Bistums Borg. Kvarme trat am 30. September 2017 als Bischof von Oslo zurück.

## Schriften (Auswahl)
- (mit Kai Kjær-Hansen:) Messianske jøder. En kristen minoritet i Israel. Luther, Oslo 1979.
  - Messianische Juden. Judenchristen in Israel. Verlag der Ev.-Luth. Mission, Erlangen 1983.
- Kirkens jødiske røtter. Den norske Israelmisjon, Oslo 1985.
- Apostlenes Gjerninger - studiebok på hebraisk. Jerusalem 1986.
- Bibelen på norsk. Kort om bibeloversettelse i Norge. Det norske bibelselskap, Oslo 1988.
- Bibelen i Norge, Oslo 1991
- Evighet i tiden. En bok om jødisk sabbatsglede og kristen søndagsfeiring. Verbum, Oslo 1992.
- (mit Olav Fykse Tveit:) Evangeliet i vår kultur. Verbum, Oslo 1995.
- Åtte dager i Jerusalem. En bok om Jesu påske, om jødisk og kristen påskefeiring. Verbum, Oslo 1996; revidierte Ausgabe 2019.
- Gjennom det gode landet. Verbum, Oslo 1997.
- Barnet og byen. En bok om Betlehem. Verbum, Oslo 2003.
- Forunderlig barmhjertig. Meditative vandringer i nådens landskap. Luther, Oslo 2018.